# 納傑日季夫卡 (巴文科伏區)
48°49′1″N 36°57′39″E / 48.81694°N 36.96083°E
納德日季夫卡（烏克蘭語：Надеждівка）是位於烏克蘭東部的村莊，由哈爾科夫州伊久姆區的巴爾溫科韋市鎮負責管轄。該村始建於1963年，面積0.57平方公里，海拔高度160米，2001年人口175，人口密度每平方公里307.6人。